# Meneham
 (janvier 2011).
Si vous disposez d'ouvrages ou d'articles de référence ou si vous connaissez des sites web de qualité traitant du thème abordé ici, merci de compléter l'article en donnant les références utiles à sa vérifiabilité et en les liant à la section « Notes et références ».
Meneham (Menez Ham) est un hameau de la commune de Kerlouan, dans le département français du Finistère. Tour à tour un lieu de vie de militaires, de douaniers puis de paysans-pêcheurs-goémoniers, le site est peu à peu déserté à partir des années 1950, avant de faire l'objet d'une campagne de restauration entre 2004 et 2009.

## Historique
Construit pour surveiller la côte, le corps de garde, seul bâtiment tourné vers la mer, est le premier édifice du hameau de Meneham. L’incertitude demeure sur sa date de construction, qui n’est à ce jour pas connue. Longtemps attribué à Vauban (1633-1707), plusieurs éléments laissent à penser qu’il aurait été édifié vers 1756, soit une cinquantaine d’années après la mort du célèbre architecte. Le duc d’Aiguillon, alors commandant en chef de la Province de Bretagne de 1753 à 1768, a, en effet, ordonné la construction de grand nombre de corps de garde sur le littoral breton. Il y a de fortes chances que celui de Meneham en ait fait partie.
À l’origine, le corps de garde abrite des miliciens, recrutés dans la paroisse de Kerlouan, puis des douaniers à partir de 1792. D’abord hébergés dans le village du Théven, à proximité de Meneham, les douaniers arrivent dans la caserne, construite au début des années 1840. Ils y restent avec leur famille, jusqu’en 1860 environ.
Vers 1840, les premières maisons, dites de « rapport » sont construites. Petites, au toit de chaume avec peu d’ouvertures, ces maisons étaient louées à des familles de paysans. Progressivement, à la fin du XIXe siècle, le village s’agrandit : les petites maisons sont « doublées » pour accueillir de nouveaux foyers.
Les conditions de vie au village restent difficiles. La proximité de la mer, la rudesse du sol et les tempêtes hivernales, ne facilitent pas la vie de ses habitants, une vie rythmée par le travail de la terre : préparation et amendement, plantations, entretiens, récoltes.
Cette activité ne permettant pas de subvenir aux besoins, les habitants se tournent tout naturellement vers la pêche côtière et la récolte du goémon. Les produits de la pêche, essentiellement des crustacés, étaient revendus aux mareyeurs. Quant à la récolte du goémon, elle nécessitait plus de travail et de bras. Tous les membres de la famille prenaient part au ramassage des différentes variétés, au séchage, à la mise en tas puis au brûlage afin d’obtenir des pains de soude, ensuite amenés dans une usine de traitement à Plouescat. 
La vie à Meneham n’était certes pas facile, mais était ponctuée de moments de fêtes, notamment lors des fameuses fêtes Pagan. La fermeture de la chaumière en 1977 marquera la fin de cette époque. Petit à petit, le village se vide et les bâtiments tombent en ruines.
En 1989 la commune de Kerlouan lance une procédure d’acquisition du village tandis que le Conseil général du Finistère achète des terres autour du hameau. Au début des années 2000, avec la Communauté de communes du Pays de Lesneven et de la Côte des Légendes, un projet de rénovation est engagé. Aujourd’hui restauré, le village ouvre ses portes aux visiteurs.

## Une réhabilitation à l’identique
La rénovation a débuté en 2004 et s'est terminé en 2008.
L’objectif a toujours été de restaurer tout en respectant le plus possible l’esprit d’origine. Cette décision a nécessité l’intervention de corps de métiers spécifiques, notamment pour la réfection des maçonneries et la pose du chaume.
Avant de démarrer, une analyse des murs a permis de définir ceux qui pouvaient être conservés et ceux qui devaient être reconstruits. Une fois cette étape réalisée, un travail de maintien des murs à conserver a été entrepris avant d’entamer la démolition des autres. Dans le même temps, un tri des pierres était effectué, permettant de conserver celles en bon état. Pour conserver les murs initiaux, un coulis de chaux a été versé afin de combler les espaces dus aux infiltrations d’eau dans le torchis.
Près de 1 000 m² de chaume de Camargue ont été posés à Meneham. Pour respecter leur intégrité, les maisons faites initialement en chaume ont été recouvertes de chaume et les autres d’ardoises.

## L'ouverture au public
Depuis la fin de la rénovation, les visiteurs peuvent visiter librement le village et ainsi connaitre la vie autrefois des habitants en bord de mer.
La maison de site et les espaces muséographiques sont ouverts toute l'année et l'accès est gratuit.
La maison de site propose des cartes aériennes et une exposition temporaire.
Les espaces muséographiques sont présents dans le Corps de Garde et les chaumières de la maison Salou.
L'Auberge de Meneham est ouverte tous les jours et invite à la découverte des spécialités et produits locaux.
Le gîte d'étape est installé dans les maisons à avancées. Il offre notamment la possibilité de dormir dans des lits-clos. Son label rando-accueil satisfait aux exigences des randonneurs.
La caserne qui autrefois accueillit les militaires et leurs familles accueille désormais 6 ateliers d'artisans d'art.
En période de Noël il y a également un marché de Noël ouvert à tout public avec différents sorte de stands.

## Four à goémon
Le four à goémon de Meneham est de forme trapézoïdale, de 7 à 10 mètres de long et de 60 à 80 cm de large. Les pierres du fond sont posées sur des galets afin de faciliter la circulation de l'air. Les pierres des parois sont souvent appuyées sur des galets et jointes à l'argile. Des séparations tous les 50 à 60 cm permettent de retirer des blocs de soude pesant environ 100 kg.

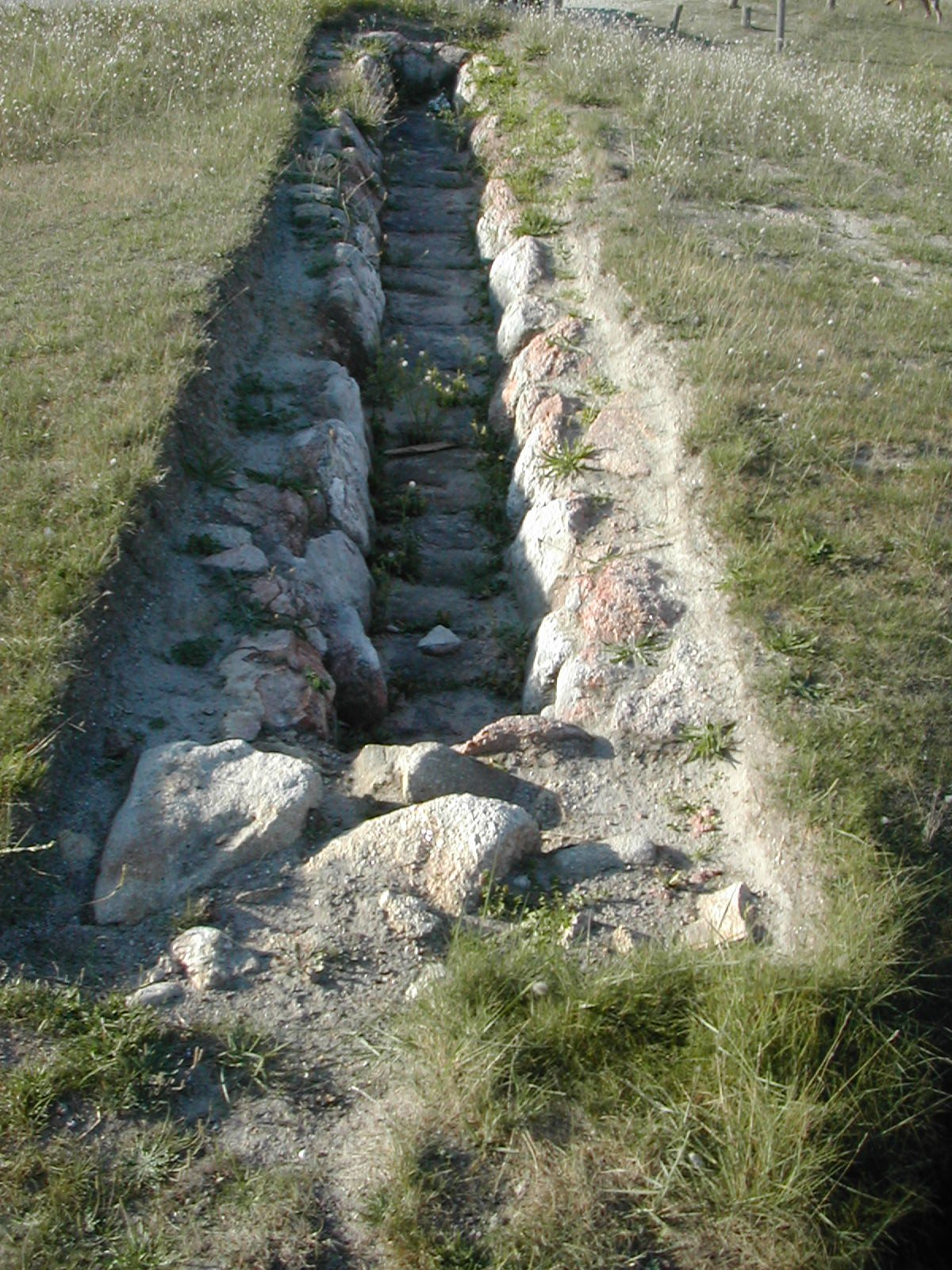
Le four à goémon
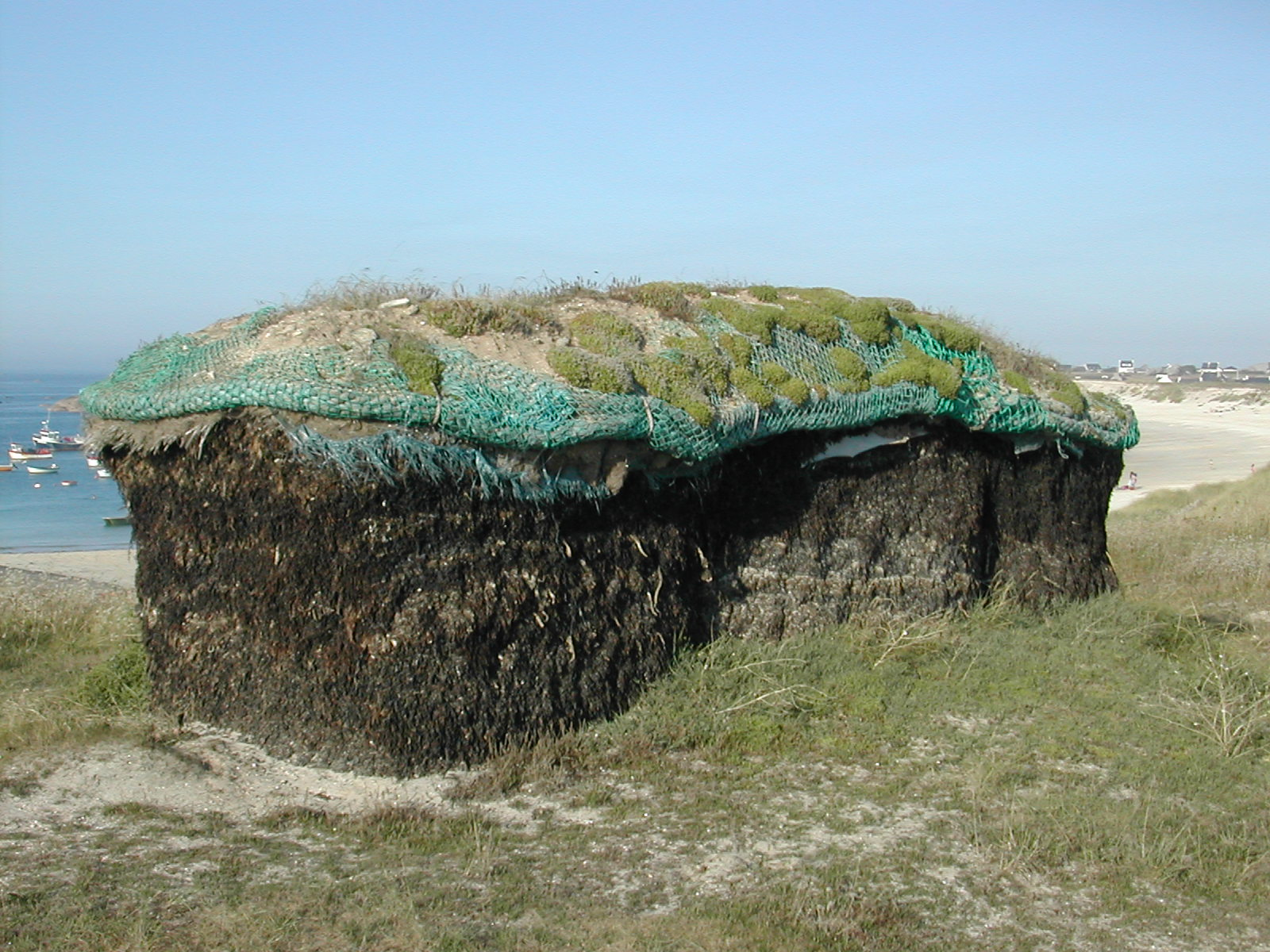
Récolte de goémon